# Kattens vagga
Kattens vagga (originaltitel på portugisiska: Cama de Gato) är en brasiliansk såpopera från 2009-2010, producerad av Rede Globo. Den sändes i Sverige av TV-kanalen Kanal Global 2012.